# Guy Moshe
Guy Moshe es un guionista y director de cine israelí. Sus obras más reconocidas son 'Holly' y 'Bunraku'.

## Historia
Guy Moshe nació y creció en Ramat HaSharon, una ciudad del distrito de Tel Aviv de Israel. En 1997, cuando terminó el servicio militar, se fue a vivir a Nueva York para convertirse en director de cine.
Comenzó en el cine con Holly. En 2010 dirigió 'Bunraku' que pese a tener una muy buena fotografía y un estilo similar a Quentin Tarantino, no gustó a la crítica.[cita requerida]

## Filmografía
- Holly (2006)
- Bunraku /2010)